# Tomaszyn
Tomaszyn (deutsch Thomascheinen) ist ein Ort in der polnischen Woiwodschaft Ermland-Masuren. Er gehört zur Gmina Olsztynek (Stadt- und Landgemeinde Hohenstein i. Ostpr.) im Powiat Olsztyński (Kreis Allenstein).

## Geographische Lage
Tomaszyn am Flüsschen Amling (polnisch Jemiołówka) liegt im Südwesten der Woiwodschaft Ermland-Masuren, 18 Kilometer östlich der einstigen Kreisstadt Osterode in Ostpreußen (polnisch Ostróda) bzw. 22 Kilometer von der heutigen Kreismetropole Olsztyn (deutsch Allenstein).

## Geschichte
Das Dorf Thomascheinen wurde erstmals 1410 urkundlich erwähnt. Die Landgemeinde Thomascheinen gehörte zwischen 1874 und 1945 zum Amtsbezirk Manchengut (polnisch Mańki) im Kreis Osterode in Ostpreußen. Im Jahre 1910 waren 192 Einwohner in Thomascheinen registriert. Ihre Zahl belief sich 1933 auf 208, und im Jahre 1939 auf 192. Diese lebten in 47 Haushalten. 164 Einwohner waren in der Land- und Forstwirtschaft beschäftigt, neun im Bereich Industrie und Handwerk.
1945 kam Thomascheinen in Kriegsfolge mit dem gesamten südlichen Ostpreußen zu Polen. Das Dorf erhielt die polnische Namensform „Tomaszyn“ und ist heute – eingegliedert in das Schulzenamt (polnisch Sołectwo) Samagowo (Sabangen) – eine Ortschaft innerhalb der Stadt- und Landgemeinde Olsztynek (Hohenstein i. Ostpr.) im Powiat Olsztyński (Kreis Allenstein), bis 1998 der Woiwodschaft Olsztyn, seither der Woiwodschaft Ermland-Masuren zugehörig. Am 26. Oktober 2020 zählte Tomaszyn 16 Einwohner.

## Kirche
Bis 1945 war Thomascheinen in die evangelische Kirche Manchengut (polnisch Mańki) in der Kirchenprovinz Ostpreußen der Kirche der Altpreußischen Union, außerdem in die römisch-katholische Kirche Osterode in Ostpreußen (polnisch Ostróda) eingepfarrt.
Heute gehört Tomaszyn zur St.-Nikolaus-Kirche Mańki, einer Filialkirche der Pfarrei Biesal (Biessellen) im Erzbistum Ermland, evangelischerseits zur Kirche Olsztynek, einer Filialkirche der Christus-Erlöser-Kirche Olsztyn in der Diözese Masuren der Evangelisch-Augsburgischen Kirche in Polen.

## Verkehr
Tomaszyn liegt an einer Nebenstraße, die Samagowo (Sabangen) über Parwółki (Parwolken) mit Stare Jabłonki (Alt Jablonken, 1938 bis 1945 Altfinken) an der Landesstraße 16 verbindet. Eine weitere Nebenstraße führt von Elgnówko (Gilgenau) an der Droga powiatowa 1232N über Tolkmity (Tolkemüth) direkt nach Tomaszyn.
Eine Anbindung an den Bahnverkehr besteht nicht.